# Peñalsordo (kommunhuvudort)
Peñalsordo är en kommunhuvudort i Spanien.   Den ligger i provinsen Provincia de Badajoz och regionen Extremadura, i den centrala delen av landet, 220 km sydväst om huvudstaden Madrid. Peñalsordo ligger 423 meter över havet och antalet invånare är 1 379.
Terrängen runt Peñalsordo är kuperad åt sydost, men åt nordväst är den platt. Runt Peñalsordo är det mycket glesbefolkat, med 5 invånare per kvadratkilometer. Närmaste större samhälle är Cabeza del Buey, 14,2 km sydväst om Peñalsordo. Omgivningarna runt Peñalsordo är huvudsakligen savann.